# Harrowbarrow
Harrowbarrow är en by i Cornwall distrikt i Cornwall grevskap i England. Byn är belägen 61,4 km 
från Truro. Orten har 605 invånare (2015).